# Agence Prima presse
L'Agence Prima presse, également appelée Agence nationale d'informations politiques et économiques, était une agence de presse française, chargée durant l'entre-deux-guerres de relayer la propagande nazie en France.

## Histoire
L'Agence Prima presse a été fondée en 1934 sous forme de société à responsabilité limitée par le journaliste Paul Ferdonnet (1901-1945), qui signait auparavant des articles dans La Libre Parole, journal antisémite dirigé par Henry Coston. Elle s'appelle dans un premier temps "Prima".
Au sein de l'Agence Prima presse, Ferdonnet a pour associés Pierre Mouton, qui occupe les fonctions de directeur politique, et le vieux propagandiste antisémite Lucien Pemjean, employé du Docteur Schmoll, de l'Ambassade d'Allemagne. L'Agence, rapidement identifiée comme une officine de propagande nazie,  possède des bureaux à Paris, installés aux 20 et 22, rue des Rochers puis au  100, rue de Richelieu. Elle dispose aussi d'une antenne à Berlin. En province, elle tisse un réseau s'appuyant sur des correspondants régionaux, tels que Jacques Prévost, chef de la section d'Arcachon, qui procure une carte de rédacteur de l'agence à Louis Marty. Paul Ferdonnet quitte l'agence Prima en 1935. Il est remplacé à la direction par Pierre Mouton qui la rebaptise en Prima Presse.
L'agence publiait chaque soir, vers 22 heures, un bulletin ronéotypé qui comprenait une douzaine de pages d'informations, centralisées à Paris, qu'elle envoie gratuitement aux journaux de Paris et de province. Elle reçoit des fonds de l'ambassadeur d'Italie à Paris, Amedeo Lavoni. L'agence fournit aux journaux soucieux de ménager l'Italie et l'Allemagne le thème des campagnes à mener : la démocratie française est présentée comme voulant la guerre, pour les juifs, pour l'Angleterre et pour les Soviets. Elle lance la campagne pour "Pétain au pouvoir", relayée par les titres comme L'Action française, Candide, et Gringoire.
Au mois de juillet 1939, l'agence Prima Presse continua à fonctionner alors que sa position pro-nazie avait été à diverses reprises signalée au président du Conseil, au ministère de l'Information et au ministère de la Guerre. Elle a cessé de fonctionner à partir d'avril 1940, mais les bureaux et les ateliers pour les opérations de clichage dans lesquels l'agence s'est spécialisée sont demeurés en l'état. Dans ses mémoires, Philippe Pétain se vante de l'avoir fait « poursuivre en justice », les historiens assurant au contraire qu'elle l'a soutenu.